# Blancotherium
Blancotherium (що означає «звір Бланко-Крік») — вимерлий рід гомфотеріїд хоботних із Техасу. Рід, спочатку названий Gnathabelodon "buckneri", складається виключно з типового виду B. buckneri.

## Опис
Бланкотерій відомий великою різноманітністю залишків черепа, включаючи два черепа (TMM 30896-390 і TMM 30896-570), два ізольованих нижні бивні (TMM 30896-530 і TMN 30896-526). і кілька фрагментів нижньої щелепи. Бивні довгі, стислі з боків, плавно загнуті вгору. Вони позбавлені емалевої смуги і не закручуються. Нижні бивні невеликі, мають овальну форму і, на відміну від верхніх, мають емалеві смуги. Нижньощелепна кістка найбільш зрілих відомих особин мають подовжені симфізи, і докази того, що вони мали нижні бивні, неоднозначні.

## Палеоекологія
Фауна і флора місцевості Лапара-Крік, з якої відомий Blancotherium, узгоджуються з іншими локалітетами в межах кларендонського ярусу Північної Америки. Це свідчить про змішане лісово-лугове середовище, розташоване на широкій заплаві з низкою річок.